# باول شتال
باول شتال هو راكب الكنو كندي، ولد في 18 مايو 1940، وتوفي في 20 أبريل 2016.

## وصلات خارجية
- باول شتال على موقع أوليمبيديا (الإنجليزية)